# Općina Rače – Fram
Općina Rače – Fram (slo.:Občina Rače - Fram) je općina u istočnoj Sloveniji u pokrajini Štajerskoj i statističkoj regiji Podravskoj. Središte općine su naselja Rače i Fram. 

## Zemljopis
Općina Rače – Fram na Dravskem polju nalazi se u istočnom dijelu Slovenije.  Zapadni dio općine se prostire na sjevernim istočnim padinama Pohorja, dok je istočni dio općine ravničarski, u širokoj dolini rijeke Drave.
U općini vlada umjereno kontinentalna klima.
Na području općine ima samo manjih vodotoka, koji su u slivu rijeke Drave.

## Naselja u općini
Brezula, Fram, Ješenca, Kopivnik, Loka pri Framu, Morje, Planica, Podova, Požeg, Rače, Ranče, Spodnja Gorica, Zgornja Gorica

## Vanjske poveznice
- Službena stranica općine